# Gō Kambayashi
Gō Kambayashi (japanisch 上林 豪 Kambayashi Gō; * 18. August 2002 in der Präfektur Nara) ist ein japanischer Fußballspieler.

## Karriere

### Verein
Kambayashi erlernte das Fußballspielen in der Jugendmannschaft von Cerezo Osaka. Die erste Mannschaft von Cerezo spielte in der ersten Liga, die U23-Mannschaft in der dritten Liga. Als Jugendspieler kam er siebenmal in der dritten Liga zum Einsatz. Im April 2021 ging er zur Meiji-Universität. Nach der Jugend wechselte er in die Universitätsmannschaft der Meiji-Universität. Im Februar 2025 kehrte er zu seinem Jugendverein Cerezo Osaka zurück.